# Etilamin
Etilamin je močno dražeč, vnetljiv plin. Ob stiku s kožo povzroča hude opekline. Pri stiku z očmi in kožo povzroči hude poškodbe.

## Lastnosti
Brezvodni etilamin je brezbarvni plin z vonjem po amoniaku. Vodne raztopine so brezbarvne tekočine z rezkim vonjem po amoniaku.
Pod tlakom je utekočinjen jedek, vnetljiv plin. Ima plamenišče pri okoli -49 °C, vžigno temperaturo pri 335 °C. Pri uhajanju plina iz posode se hitro tvorijo velike količine hladne megle in jedkih eksplozijskih zmesi z zrakom, ki so težje od zraka in ostanejo pri tleh. Eksplozijsko območje je od 3,5-14,0 vol. %. Etilamin najeda mnoge snovi, kot na primer lake, umetne snovi (polizobutilen, polivinilklorid-PVC, silikone, aluminij, svinec, baker, cink, cin in ustrezne zlitine). Železa in jekla ne najeda.

## Obstojnost in reaktivnost
Hitro polimezira, če ni stabiliziran. Pri segrevanju lahko kljub stabilizatorjem polimerizira.